# Federico Jusid
Federico Jusid (Buenos Aires; 23 de abril de 1973) es un pianista y compositor argentino que actualmente reside y trabaja entre Madrid y Los Ángeles. Ha compuesto la Banda Sonora Original de más de sesenta largometrajes de ficción y documentales, numerosas partituras y arreglos para publicidad y más de cuarenta series de televisión. Entre sus composiciones originales para cine figura El secreto de sus ojos (2009, dirigida por Juan José Campanella), ganadora del Premio Oscar a Mejor película extranjera, por cuya partitura fue nominado al Premio Goya por Mejor Música Original.
Entre sus composiciones para cine y TV también destaca la banda sonora de la serie A Thousand Blows, escrita por Steven Knight, el creador de los aclamados y mundialmente conocidos Peaky Blinders y el score de A Gentleman in Moscow dirigida por Sam Miller y protagonizada por Ewan McGregor. 
Jusid ha compuesto la banda sonora de la tercera temporada de la exitosa serie The Head, dirigida por Jorge Dorado, así como la música original de El Eternauta, la nueva serie de Netflix basada en la novela gráfica de Héctor Germán Oesterheld. También ha participado en la música de varios otros filmes, incluyendo la película de Ridley Scott Exodus: Dioses y reyes, con composiciones adicionales para Alberto Iglesias.
En 2022, Jusid compuso la Banda Sonora de The English (Amazon/BBC), un Western drama del oeste protagonizado por Emily Blunt y Chaske Spencer. Su trabajo en la serie le concedió la nominación al Premio de la Asociación Internacional de Críticos de Música de Cine (IFMCA) a la Mejor Banda Sonora Original para una Serie, y posteriormente, una nominación al Premio BAFTA 2023 por Mejor Música Original: Ficción. Además, Indiewire nombró su banda sonora de The English como la mejor del 2022.
En cuanto a sus composiciones para televisión, uno de sus trabajos más aclamados es la banda sonora de la serie española Isabel, por la que ganó varios premios, incluidos el Premio de la Asociación Internacional de Críticos de Música de Cine (IFMCA) y el Reel Music Award. 
Recientemente ha compuesto la banda sonora para la serie de Netflix Manual para señoritas (Netflix), Land of Women protagonizada por Eva Longoria, La Favorita (Mediaset España), el mini-documental dirigido por Carles Tamayo; Cómo cazar a un monstruo (Amazon Prime) y El caso Asunta (Netflix).
Otras bandas sonoras destacadas de Federico incluyen sus composiciones para Cerrar los ojos, dirigida por Víctor Erice, Neruda; The Penguin Lessons; Apocalipsis Z, El Principio del Fin; Loving Pablo; Misconduct; Kidnap y 7 años, de la cual también fue productor ejecutivo. La versión teatral de años se estrenó recientemente en España, Francia, Grecia, Argentina y México.
En el campo de la música para salas de concierto, destacan Itinera 4.0, encargado por la Orquesta y Coro Nacional de España, Tango Rhapsody, una pieza para dos pianos y orquesta sinfónica encargada por el dúo Tiempo-Lechner que ha sido interpretada en todo el mundo, incluyendo por la Filarmónica de Los Ángeles en el Hollywood Bowl, Kinetic Overture, estrenada por la Orquesta RTVE en el Teatro Monumental de Madrid, El silencio de sus Nombres, encargada por la Fundación Víctimas del Terrorismo y estrenada en el Auditorio Nacional de Música de Madrid en marzo de 2021 y Bidaia, un concierto para acordeón dedicado a Iñaki Alberdi, estrenado en el Teatro Colón por la Orquesta Filarmónica de Buenos Aires en 2022, entre muchos otros. 
Como pianista de concierto ha girado por prestigiosos teatros de Europa, Asia y América. Ha grabado para los sellos BMG, IRCO, Magenta y Melopea Discos.

## Comienzos y formación
Federico Jusid nació en Buenos Aires, Argentina en el seno de una familia de artistas e intérpretes. Hijo del director de cine argentino Juan José Jusid y de la actriz Luisina Brando, Jusid se crio entre escenarios y platós y no tardó en descubrir su propia pasión por la música y el cine.
A los siete años inició sus estudios de piano y composición y, desde entonces, su trayectoria se ha repartido entre la formación (titulado “Profesor Superior de Música” Conservatorio de Buenos Aires, “Master of Music” The Manhattan School of Music, Nueva York; “New England CSS”, Boston; y “Diplôme de Exécution Musicale”, Bruselas), la interpretación (con una larga lista de premios internacionales) y la composición, tanto de música académica como para el cine. 

## Trayectoria: Cine y TV
Las composiciones de Federico Jusid han acompañado y arropado a personajes e historias tan diversas como singulares. Desde documentales con disruptivos formatos para las nuevas plataformas de streaming hasta clásicos largometrajes de tramas profundas, las obras del compositor argentino se caracterizan por su irreverente pero plástica naturaleza.
Entre sus composiciones para largometrajes, documentales y series de televisión más recientes destaca la banda sonora para la serie de Disney +, A Thousand Blows, escrita por Steven Knight, el creador de los mundialmente conocidos Peaky Blinders, y el original score de la última serie protagonizada por Ewan McGregor y dirigida por Sam Miller  A Gentleman in Moscow. 
Entre sus obras más distinguidas se encuentra la banda sonora de El Secreto de sus Ojos, dirigida por Juan José Campanella y ganadora del Premio Oscar a Mejor Película Extranjera. Por esta composición, Jusid recibió una nominación al Premio Goya a la Mejor Música Original de la Academia Española de Cine.
En 2022, Federico compuso la banda sonora de The English (Amazon/BBC), el aclamado Western protagonizado por Emily Blunt y Chaske Spencer el cual le otorgó la nominación al Premio de la Asociación Internacional de Críticos de Música de Cine (IFMCA) a la Mejor Banda Sonora Original (serie), y más recientemente, una nominación al Premio BAFTA 2023 por Mejor Música Original: Ficción. Además, Indiewire nombró la banda sonora de The English como la mejor del 2022.
Cabe destacar el mundo sonoro que Jusid ha creado para la última temporada de la aclamada serie The Head, dirigida por Jorge Dorado para la plataforma de streaming Max, así como la música original de El Eternauta, la nueva serie de Netflix basada en la novela gráfica de Héctor Germán Oesterheld.
También ha compuesto la banda sonora de mucho otros largometrajes, incluyendo The Penguin Lessons y Apocalypse Z: El principio del fin. Además, contribuyó con composiciones adicionales para Exodus: Gods and Kings dirigida por Ridley Scott, junto a Alberto Iglesias.
En el ámbito de la televisión, uno de sus trabajos más reconocidos es la banda sonora de la serie española Isabel, por la que ganó varios premios, incluyendo el Premio de la Asociación Internacional de Críticos de Música de Cine (IFMCA) y el Reel Music Award. 
Siguiendo con sus proyectos para televisión, ha compuesto la música de Manual para señoritas(Netflix, 2025), Land of Women (protagonizada por Eva Longoria), La Favorita (Mediaset España), el mini-documental dirigido por Carles Tamayo; Cómo cazar a un monstruo (Amazon Prime) y El caso Asunta (Netflix).
Otras bandas sonoras compuestas por Federico Jusid son el score de Neruda; Iosi, el espía arrepentido (temporadas 1 y 2); la trilogía Culpas (Culpa Mía, Culpa Tuya, Culpa Nuestra); Loving Pablo;  ; Kidnap y 7 años, para la cual también fue productor ejecutivo. La versión teatral de 7 años se estrenó recientemente en España, Francia, Grecia, Argentina y México.
Federico también compuso la música de No Matarás; El verano que vivimos; Life Itself; La noche de 12 años; y la miniserie animada Watership Down, un ambicioso proyecto de la BBC para Netflix basado en la clásica novela británica de Richard Adams. Jusid recibió una nominación al Premio Emmy por la banda sonora de Watership Down.

## Trayectoria: Conciertos y recitales
Jusid concilia la composición de bandas sonoras para cine y televisión con la creación de obras para salas de concierto y actuaciones como pianista. 
Sus últimas composiciones incluyen Bidaia, concierto para acordeón y orquesta dedicado al acordeonista vasco Iñaki Alberdi y que, en palabras del compositor,  «se estructura en cinco movimientos principales: Inauteriak (carnaval), Ontziz (navegación), Tximistak (chispas), Ilunak (sombras) y Makinak (máquinas). Estos cinco movimientos, que simbolizan diferentes viajes, van precedidos e intercalados por pasajes de acordeón solista, ad libitum. Por último, en la coda, la orquesta «bebe» del material expuesto por el solista durante sus tránsitos y lo desarrolla libremente. Por su parte, el solista improvisa en contrapunto con estas variaciones. A lo largo de esta despedida, también se escuchan breves citas de material melódico, rítmico o textural de los movimientos anteriores, interpretadas por pequeños grupos dentro de la orquesta. Algo así como recuerdos, fotos o postales de los viajes realizados»
Entre sus obras más recientes también encontramos Itinera 4.0 Tránsitos para metal grave concertante y orquesta, encargada por la Orquesta y Coro Nacionales de España y la pieza El Silencio de sus Nombres en la que Federico Jusid dirigió a la Orquesta y Coro de Radio Televisión Nacional de España en el Auditorio Nacional de España para el XIX Concierto Homenaje a las Víctimas del Terrorismo. 
Otras composiciones a destacar son Kinetic Overture; Danza de Alendeanos; Extimité y  Tango Rhapsody, para dos pianos y orquesta sinfónica, comisionada por el Martha Argerich Project para el International Music Festival de Lugano; Enigmas, una pieza para piano y ensamble comisionada por la Universidad de Alcalá de Henares (Madrid) en su V Centenario; Finding Sarasate, comisionada por la Universidad de Navarra para estrenar en el Concierto Tributo a Pablo Sarasate; y Librería del Ingenioso Hidalgo, comisionada para las celebraciones del IV Centenario de Don Quixote. 

Como intérprete de piano, Jusid ha tocado como solista en numerosas giras en algunos de los más prestigiosos teatros de América, Asia y Europa, incluyendo Carnegie Weill Hall, New York; Teatro Colón, Buenos Aires; Theater Platz, Frankfurt; Israel Philarmonic Orchestra House, Tel Aviv; Saint-Severine, París; Piazza Pola, Sicilia;  Musikmuseet, Estocolmo; Centralen Voenen, Sofía; Temppeliaukion Kirkko, Helsinki; Hubbard Hall, Nueva York; Biblioteca Nacional, Buenos Aires; Teatro Municipal General San Martín, Buenos Aires; Auditorio Conde Duque, Madrid; Paraninfo de la Universidad Complutense, Madrid; Roma; Shanghái, entre otros. 

Además, junto con el Sonor Ensemble, integrado por solistas de la Orquesta Sinfónica Nacional de España dirigidos por el Mtro. Luis Aguirre, ha realizado giras de concierto por España y Europa.

Como solista ha actuado al frente de las siguientes orquestas: Sonor Ensemble, Sinfonietta de París, Orquesta Sinfónica Nacional Argentina, Orquesta Sinfónica de Bratislava, Orquesta Sinfónica de Córdoba, Orquesta Sinfónica de Bahía Blanca, Orquesta Sinfónica de Mar del Plata, Orquesta Sinfónica de Santa Fe.
Entre las distinciones recibidas por su trabajo de intérprete y compositor de música académica figuran: Primer premio  "Beethoven Piano Competition" (1995), Primer premio  "A. Williams Piano Competition" (1995), Primer premio  "Radio Nacional Argentina" (1996), Primer premio  "C.E.P" (Centro de Estudios Pianísticos) (1996), Primer premio Concurso Internacional de Música de Buenos Aires (1998), Primer premio "Friends of Israel Philharmonic Orchestra" (1998), Primer premio Academia Nacional de Bellas Artes - Beca Drago Mitre (1999), Beca de "Fundación Antorchas" (1995 y 1996), Beca de "Germaine Pinault School of Music" (1995),  Beca Estudios en el Extranjero de Fundación Antorchas (2001), Distinción Especial “IBLA piano and composition contest” (Italia) para la obra concertante para piano solo Fleeting Fantasies;  Mención Artista Distinguido “IBLA contest”,  por la interpretación del Concierto para piano y orquesta Op. 15 de J. Brahms; Premio XII Festival Internacional de Música de La Mancha por el estreno de la obra La librería del ingenioso hidalgo, comisionada para la celebración del IV Centenario de El Quijote (2005).

## Proyectos

### Cine y TV
| Año  | Obra                                                            | Director | Género                                                           |
| ---- | --------------------------------------------------------------- | --- | ---------------------------------------------------------------- |
| 2025 | A Thousand Blows                                                | Steven Knight | TV Series Drama \| Boxing                                        |
| 2025 | El Eternauta                                                    | Bruno Stagnaro | TV Series Sci-Fi \| Aliens                                       |
| 2024 | A Gentleman in Moscow                                           | Sam Miller | TV Series Drama. Thriller \| Russian Revolution                  |
| 2024 | The Penguin Lessons                                             | Peter Cattaneo | Film Based on a true story. Comedy-Drama. 1970s                  |
| 2024 | The Head (S3)                                                   | Jorge Dorado | TV Series Thriller \| Survival Film                              |
| 2024 | El Caso Asunta                                                  | Carlos Sedes; Jacobo Martínez | TV Miniseries Thriller \| Crime. Based on a true story.          |
| 2024 | Land of Women                                                   | Ramón Campos, Laura Fernández, Teresa Fernández-Valdez | TV series Drama \| Comedy-Drama                                  |
| 2024 | Apocalipsis Z: El principio del fin                             | Carles Torrens | Film Action\| Post-apocalyptic Future                            |
| 2024 | Como cazar a un monstruo                                        | Carles Tamayo | Documentary True Crime                                           |
| 2023 | Iosi, el espía rrepentido                                       | Daniel Burman | TV Series Thriller. Drama \| Based on a true story               |
| 2023 | The English                                                     | Hugo Blick | TV series Western \| Drama                                       |
| 2023 | Cerrar los Ojos                                                 | Victor Erice | Film Drama                                                       |
| 2022 | The Head (S2)                                                   | Jorge Dorado | TV Series Thriller \| Survival Film                              |
| 2022 | Boundless                                                       | Miguel Menéndez de Zubillaga | TV Series Adventure \| 16th Century. Historical. Sea Adventures. |
| 2022 | Now and Then                                                    | Ramón Campos, Gema Neira, Teresa Fernández-Valdez | TV Series Mystery. Thriller                                      |
| 2022 | Santa Evita                                                     | Rodrigo García, Alejandro Maci | TV Series Drama                                                  |
| 2021 | No Matarás                                                      | David Victori | Film Thriller \| Crime                                           |
| 2021 | La Familia Perfecta                                             | Arantxa Echevarría | Film Comedy                                                      |
| 2021 | Feria                                                           | Agustín Martínez, Carlos Montero | TV Series Fantasy. Thriller.                                     |
| 2021 | 800 Metros                                                      | Elías León Siminiani | TV Series Documentary \| Terrorism                               |
| 2022 | The Head (S1)                                                   | Jorge Dorado | TV Series Thriller \| Survival Film                              |
| 2020 | Orígenes Secretos                                               | David Galán Galindo | Film Thriller \| Serial Killers. Superheroes                     |
| 2020 | El Presidente                                                   | Armando Bo | Tv Series Mystery. Drama                                         |
| 2020 | Las Invisibles                                                  | Gracia Querejeta | TV Series Drama. Comedy                                          |
| 2020 | El verano que vivimos                                           | Carlos Sedes | Film Romance. Drama                                              |
| 2018 | Ola de Crímenes                                                 | Gracia Querejeta | Film Comedy \| Black Comedy. Crime                               |
| 2018 | Fariña                                                          | [Ramón Campos (Creator), Gema R. Neira (Creator), Cristóbal Garrido (Creator), Diego Sotelo (Creator), Carlos Sedes, Jorge Torregrossa] | TV Series Thriller. Drama                                        |
| 2018 | La noche de 12 años                                             | Álvaro Brechner | Film Drama \| Based on a true story.                             |
| 2016 | Neruda                                                          | Pablo Larraín | Film Drama \| Biography.                                         |
| 2016 | Kidnap                                                          | Luis Prieto | Film Thriller. Action                                            |
| 2015 | Teresa                                                          | Paula Ortiz | TV Series Drama \| Biography                                     |
| 2015 | Carlos, Rey Emperador                                           | Oriol Ferrer, Salvador García Ruiz, Jorge Torregrossa, Joan Noguera | TV Series Drama \| Historical                                    |
| 2015 | Refugiados                                                      | Ramón Campos, Gema R. Neira, Cristóbal Garrido y Adolfo Valo | TV Series Drama                                                  |
| 2015 | Bajo sospecha                                                   | Ramón Campos (Creator), Gema R. Neira (Creator), Silvia Quer, Jorge Sánchez-Cabezudo, Jorge Torregrossa | TV Series Mystery. Thriller                                      |
| 2015 | La corona partida                                               | Jordi Frades | Film Drama. Historical                                           |
| 2015 | Francisco: El Padre Jorge                                       | Beda Docampo Feijoo | Film Drama \| Biography                                          |
| 2015 | Magallanes                                                      | Salvador del Solar | Film Drama. Thriller                                             |
| 2015 | Felices 140                                                     | Gracia Querejeta | Film Drama \| Black Comedy                                       |
| 2014 | Exodus: Gods and Kings                                          | Ridley Scott (músicas adicionales para la BSO de Alberto Iglesias) | Film Adventure. Drama                                            |
| 2014 | Isabel                                                          | Javier Olivares | TV Series Historical                                             |
| 2014 | Los misterios de Laura                                          | Javier Holgado, Carlos Vila, Pau Freixas | TV Series Mystery                                                |
| 2014 | La vida inesperada                                              | Jorge Torregrossa | Film Comedy. Drama. Romance                                      |
| 2014 | Getúlio                                                         | Joao Jardim | Film Drama \| Biography. Historical.                             |
| 2014 | Pancho, el perro millonario                                     | Tom Fernández | Film Comedy \| Animals                                           |
| 2014 | Betibú                                                          | Miguel Cohan | Film Thriller. Drama \| Crime. Journalism                        |
| 2014 | La ignorancia de la sangre                                      | Manuel Gómez Pereira | Film Thriller. Drama \| Cop Movies.                              |
| 2013 | Gran Reserva: El pago de los Cortázar y Gran reserva: El origen | Ramón Campos (Creator), Gema R. Neira (Creator), Carlos Sedes, Salvador García Ruiz, Eduardo Armiñán, Manuel Gómez Pereira, Max Lemcke, Silvia Quer                                                                                        | TV Series Drama. Thriller                                        |
| 2012 | Todos tenemos un plan                                           | Ana Piterbarg | Film Thriller. Drama                                             |
| 2012 | ¡Atraco!                                                        | Eduard Cortés | Film Thriller. Comedy \| Based on a true story.                  |
| 2012 | 14 de abril. La República                                       | Jordi Frades, Virginia Yagüe | Tv Series Drama                                                  |
| 2012 | Hispania, la leyenda                                            | Carlos Sedes, Alberto Rodríguez, Santi Amodeo, Jorge Sánchez-Cabezudo | Tv Series Adventure. Action                                      |
| 2012 | Audacia                                                         | Hatem Khraiche | Cortometraje Adventure. Romance                                  |
| 2011 | La cara oculta                                                  | Andrés Baiz | Film Thriller. Mystery. Drama                                    |
| 2010 | I Want to Be a Soldier                                          | Christian Molina | Film Drama                                                       |
| 2010 | Tierra de lobos                                                 | Rocío Martínez Llano (Creator), Juan Carlos Cueto (Creator), Joaquín Llamas, Norberto López Amado, José María Caro, Jorge Torregrossa, Jaime Botella, Juan González                                                                        | Tv Series Western                                                |
| 2010 | El Gordo: una historia verdadera                                | Alberto Ruiz Rojo | Tv Series Drama                                                  |
| 2009 | El secreto de sus ojos                                          | Juan José Campanella | Film Thriller. Mystery. Drama                                    |
| 2009 | Che, un hombre nuevo                                            | Tristán Bauer | Documentary Documentary \| Biography.                            |
| 2009 | Mis días con Gloria                                             | Juan José Jusid | Film Comedy                                                      |
| 2009 | De Repente, Los Gómez                                           | Iñaki Peñafiel, Juan Calvo, Inma Torrente, Alberto Ruiz Rojo | Tv Series Comedy \| Family Sitcom                                |
| 2009 | La Señora                                                       | Jordi Frades, Jorge Torregrossa, Lluís María Güell, Salvador García Ruiz, Belén Macías, Mapi Laguna | Tv Series Drama. Romance                                         |
| 2009 | No estás sola, Sara                                             | Carlos Sedes | Tv movie Drama \| Jealousy.                                      |
| 2009 | La Familia Mata                                                 | Mario Montero, María Pulido, Juan González Gabriel, Luis Santamaría, Ricardo A. Solla | Tv Series Comedy                                                 |
| 2008 | Hero Kids                                                       | Víctor Gómez, Julián Clemente | Tv Series Animation. Fantasy. Adventure                          |
| 2008 | Plan America                                                    | Jacobo Bergareche (Creator), Pablo Aramendi, Luis Gamboa, Javier Reguilón, Jon Sagalá, Sara Antuña, Jaime Botella, José María Caro, Norberto López Amado                                                                                   | Tv Series Drama                                                  |
| 2008 | Hermanos y detectives                                           | Damián Szifrón (Creator), Alberto Ruiz Rojo, Antonio Recio, Juan Pablo Lacroze, Iñaki Peñafiel, Santiago Pumarola, Manuel Estudillo | Tv Series Mystery. Comedy                                        |
| 2007 | La habitación de Fermat                                         | Luis Piedrahíta y Rodrigo Sopeña | Film Mystery. Thriller \| Psychological Thriller.                |
| 2007 | Salir pitando                                                   | Álvaro Fernández Armero | Film Comedy \| Sports                                            |
| 2007 | Cuestión de sexo                                                | David Abajo (Creator), David Fernández (Creator), Ramón Tarrés (Creator), Manuel Tera, Jacobo Martos, César Rodríguez Blanco, Juan Calvo, Juan González, Juan Luis Iborra, Carlos Recio, Juan González Gabriel, Enric Folch, María Almagro | TV Series Comedy                                                 |
| 2007 | Aprendiendo a vivir                                             | José María Caro | TV Movie Comedy, Drama                                           |
| 2007 | Años perdidos                                                   | José María Caro | TV Serie Comedy, Drama                                           |
| 2007 | Ladrones                                                        | Jaime Marques | Film Drama. Romance                                              |
| 2006 | Las manos                                                       | Alejandro Doria | Film Drama \| Religion                                           |
| 2006 | El partido                                                      | Juan Calvo | Tv movie Comedy \| Sports.                                       |
| 2006 | Olga, Victoria Olga                                             | Mercedes Farriols | Film Drama                                                       |
| 2006 | Los Simuladores                                                 | Juan Pablo Lacroze, Jorge Torregrossa, Salvador Calvo, Antonio Recio | TV Series Action, comedy                                         |
| 2005 | El custodio                                                     | Rodrigo Moreno | Film Drama                                                       |
| 2005 | El nexo                                                         | Sebastián Antico | Film Sci-Fi. Comedy                                              |
| 2005 | Los nombres de Alicia                                           | Pilar Ruiz-Gutiérrez | Film Drama. Mystery                                              |
| 2005 | La marea                                                        | Pablo Bravo | Film Drama                                                       |
| 2004 | Di que sí                                                       | Juan Calvo | Film Romance. Comedy                                             |
| 2004 | The Waiting, A Dancing Story                                    | José Cabeza | Documentary Film Documentary                                     |
| 2004 | Los años robados                                                | Fátima Gil & Manuel Gómez | Film Drama                                                       |
| 2003 | El Pantano                                                      | Daniela Féjerman (Creator), Inés París (Creator), Pepa Sánchez Biezma | TV Series Drama. Mystery                                         |
| 2002 | Apasionados                                                     | Juan José Jusid | Film Comedy                                                      |
| 2002 | No debes estar aquí                                             | Jacobo Rispa | Film Mystery. Thriller                                           |
| 2001 | La fuga                                                         | Eduardo Mignogna | Film Mystery. Thriller                                           |
| 2001 | Rodrigo, la película                                            | Juan Pablo Laplace | Film Drama. Musical. Documentary                                 |
| 2000 | Papá es un ídolo                                                | Juan José Jusid | Film Comedy                                                      |
| 1999 | Esa maldita costilla                                            | Juan José Jusid | Film Comedy \| Romantic Comedy                                   |
| 1998 | Un argentino en New York                                        | Juan José Jusid | Film Comedy. Drama \| Music                                      |
| 1998 | Drácula                                                         | Diego Kaplan | TV Series Mystery. Romance. Horror                               |
| 1997 | Bajo bandera                                                    | Juan José Jusid | Film Drama \| Politics                                           |
| 1996 | ¿Dónde estás amor de mi vida que no te puedo encontrar?         | Juan José Jusid | Film Drama. Romance                                              |
| 1995 | Muerte dudosa                                                   | Juan José Jusid | Film Thriller. Drama                                             |
| 1994 | Peor es nada                                                    | Pablo Kova | Film Drama                                                       |

## Premios y nominaciones
| Año  | Título                    | Premio                                                                           | Categoría                    | Resultado |
| ---- | ------------------------- | -------------------------------------------------------------------------------- | ---------------------------- | --------- |
| 2023 | Cerrar los ojos           | 79.ª edición de las Medallas del Círculo de Escritores Cinematográficos          | Mejor música                 | Nominado  |
| 2019 | La Noche de los 12 Años   | Premios Platino                                                                  | Mejor Música Original        | Nominado  |
| 2015 | Francisco, El Padre Jorge | Premios Sur (Academia de las Artes y Ciencias Cinematográficas de la Argentina)  | Mejor Música Original        | Nominado  |
| 2015 | Isabel (T. III)           | International Film Music Critics Association (IFMCA) Award                       | Best Original Score          | Ganador   |
| 2015 | Getùlio                   | Grand Prix del Cinema Brasilero - Academia Brasilera de Cinema                   | Mejor Música Original        | Nominado  |
| 2015 | Isabel (T. III)           | Reel Music Award (International Film Music Critics Association)                  | Best Score Television        | Ganador   |
| 2015 | Isabel (T. III)           | Movie Music UK Award                                                             | Best Score Television        | Ganador   |
| 2015 | Isabel (T. III)           | Premios Iris (Academia Española de Televisión)                                   | Mejor Música para Televisión | Nominado  |
| 2014 | La vida inesperada        | Premios Feroz (Asociación Española de Informadores Cinematográficos)             | Mejor Música Original        | Nominado  |
| 2014 | Betibú                    | Premios Sur (Academia de las Artes y Ciencias Cinematográficas de la Argentina)  | Mejor Música Original        | Nominado  |
| 2014 | Isabel (T. II)            | International Film Music Critics Association (IFMCA) Award                       | Best Original Score          | Ganador   |
| 2014 | Isabel (T. II)            | Reel Music Award (International Film Music Critics Association)                  | Best Score Television        | Ganador   |
| 2010 | El secreto de sus ojos    | 24 Premio Goya (Academia de las Artes y las Ciencias Cinematográficas de España) | Mejor Música Original        | Nominado  |
| 2010 | El secreto de sus ojos    | XXXI Festival de Internacional de Nuevo Cine Latinoamericano de La Habana        | Mejor música original        | Ganador   |
| 2010 | El secreto de sus ojos    | 65.ª edición de las Medallas del Círculo de Escritores Cinematográficos          | Mejor música                 | Nominado  |
| 2010 | El secreto de sus ojos    | XXII Premios Clarín                                                              | Mejor música original        | Ganador   |
| 2010 | El secreto de sus ojos    | Primer Premio Cóndor de Plata (Asociación de Cronistas del Espectáculo)          | Mejor música original        | Ganador   |
| 2009 | El secreto de sus ojos    | Premio Sur (Academia de Artes y Ciencias Cinematográficas de la Argentina)       | Mejor música original        | Ganador   |
| 2006 | Olga, Victoria Olga       | XXI Latin-American Film Festival de Trieste                                      | Mejor música original        | Ganador   |
| 2001 | Rodrigo, la película      | “Linterna” Premio del Público Programa El acomodador (Argentina)                 | Mejor música original        | Ganador   |
| 2001 | La fuga                   | Pentagrama de Oro - XVI Festival Internacional de Cine de Mar de Plata           | Mejor música original        | Ganador   |
| 1998 | Bajo bandera              | Primer Premio Cóndor de Plata (Asociación de Cronistas del Espectáculo)          | Mejor música original        | Ganador   |